# Amoris laetitia
Amoris laetitia(tiếng Latinh nghĩa là Niềm vui Yêu thương) là một tông huấn của Giáo hoàng Phanxicô hậu thượng hội đồng giám mục về gia đình, được ông ký ngày 19 tháng 3 năm 2016, và được ban hành vào ngày 8 tháng 4 năm 2016.
Tông huấn Amoris Laetitia nhằm tổng kết gần ba năm tham vấn với người Công giáo ở các nước trên thế giới và hai Thượng hội đồng Giám mục về Gia đình, đề cao giáo lý truyền thống của Giáo hội Công giáo, nhưng mời gọi tính linh hoạt trong việc áp dụng những giáo huấn Công giáo. Amoris Laetitia là một văn bản dài, trải dài trên 260 trang và xem xét hôn nhân và cuộc sống gia đình từ một loạt các quan điểm mục vụ.